# Yallah Gaza
 (novembre 2024).
Pour plus de détails, voir Fiche technique et Distribution.
Yallah Gaza est un film documentaire réalisé par Roland Nurier sorti en 2023 portant sur la bande de Gaza,

## Synopsis
Le film raconte la vie des habitants de Gaza, épuisés par la guerre contre Israël, et raconte leur quotidien à travers des témoignages de tous bords, notamment de journalistes, de commandants militaires et d'historiens.

## Fiche technique[4]
- Titre : Yallah Gaza
- Réalisateur : Roland Nurier
- Scénariste : Roland Nurier
- Genre : Société
- Pays de production :  France
- Distributeur : Hérisson Rebelle Production
- Durée : 101 min
- Date de sortie :
  - France : 8 novembre 2023

## Intervenants
- Alasttal
- Ronnie Barkan
- Sylvain Cypel
- Gilles Devers
- Jean-Pierre Filiu
- Ken Loach
- Leïla Seurat
- Yonatan Shapira
- Pierre Stambul

## Récompense
| Année | Festivals                         | Prix           |
| ----- | --------------------------------- | -------------- |
| 2023  | Karama Human Rights Film Festival | Prix du public |